# Le Coudray-Saint-Germer
 Le Coudray-Saint-Germer ist eine französische Gemeinde mit 857 Einwohnern (Stand 1. Januar 2022) im Département Oise in der Region Hauts-de-France. Sie gehört zum Arrondissement Beauvais, zur Communauté de communes du Pays de Bray und zum Kanton Grandvilliers.

## Geographie
Die Gemeinde Le Coudray-Saint-Germer liegt 18 Kilometer westlich von Beauvais. Zu ihr gehören die Weiler und Häusergruppen L’Éclat, Le Tronquet, Les Routis und L’Aulnay sowie ein Teil des Staatswalds Foret Domaniale de Thelle.

## Geschichte
Ludwig der Jüngere schenkte das Gebiet der heutigen Gemeinde, einen Haselwald (coudrier, daher wohl der Name Coudray), 1153 der Abtei Saint-Germer-de-Fly, um dort eine Meierei zu erbauen. Ein Jahrhundert später errichteten die Mönche ein festes Schloss, das zu Ende des 14. Jahrhunderts zu einer Festung ausgebaut, aber bald von den Burgundern niedergebrannt und bis auf die Grundmauern zerstört wurde. Die Kirche wurde 1502 wieder aufgebaut.

## Bevölkerungsentwicklung
| Jahr                       | 1962 | 1968 | 1975 | 1982 | 1990 | 1999 | 2006 | 2013 | 2021 |
| -------------------------- | ---- | ---- | ---- | ---- | ---- | ---- | ---- | ---- | ---- |
| Einwohner                  | 308  | 338  | 415  | 721  | 747  | 899  | 888  | 933  | 844  |
| Quellen: Cassini und INSEE |      |      |      |      |      |      |      |      |      |

## Sehenswürdigkeiten
- 1502 wieder aufgebaute Kirche Notre-Dame-de-la-Nativité mit polygonalem Chor und Glockenturm aus dem 19. Jahrhundert und wertvoller Ausstattung
- Kapelle Sainte-Anne (Mitte des 17. Jahrhunderts)[1]

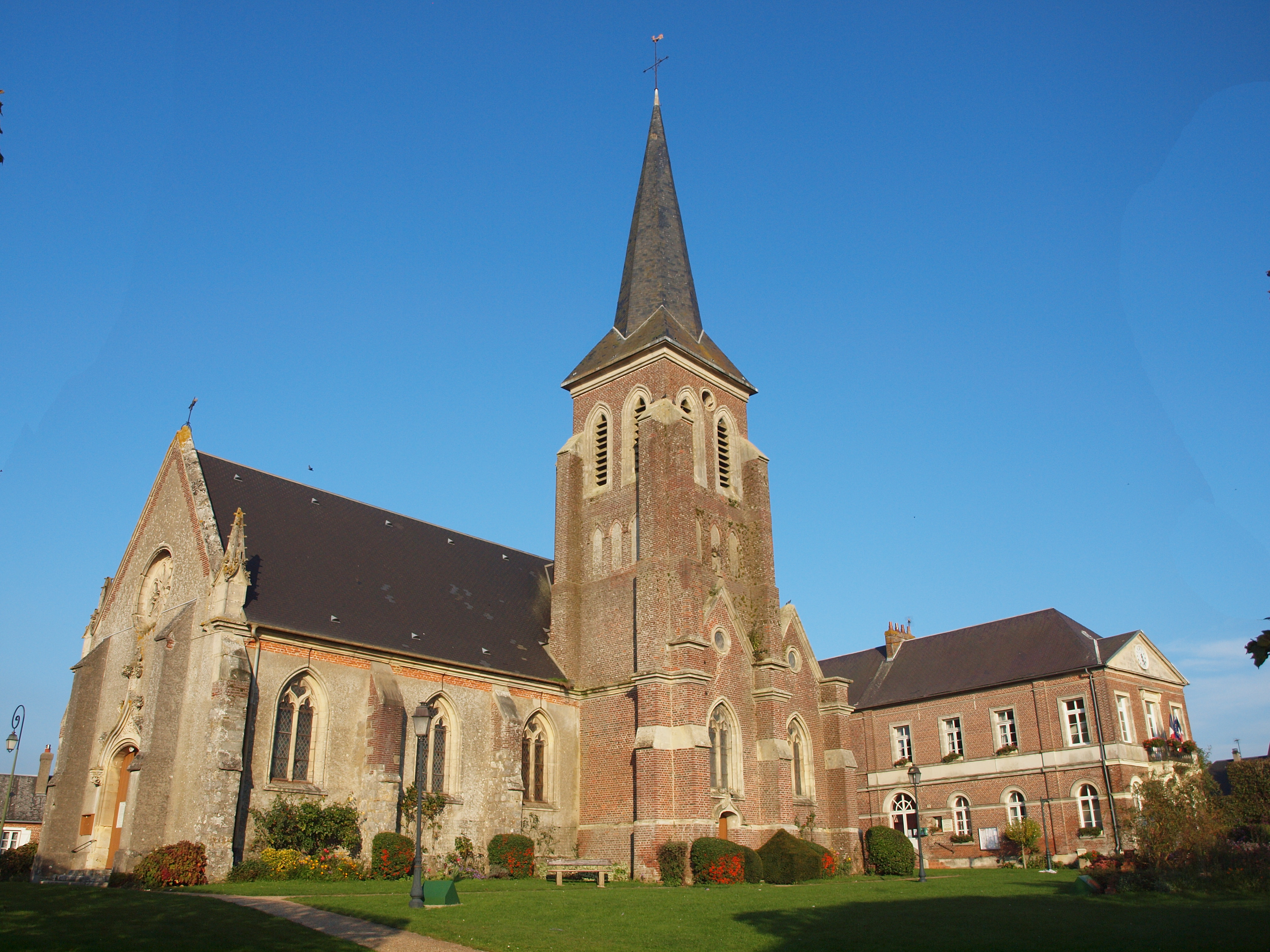
Kirche Notre-Dame-de-la-Nativité
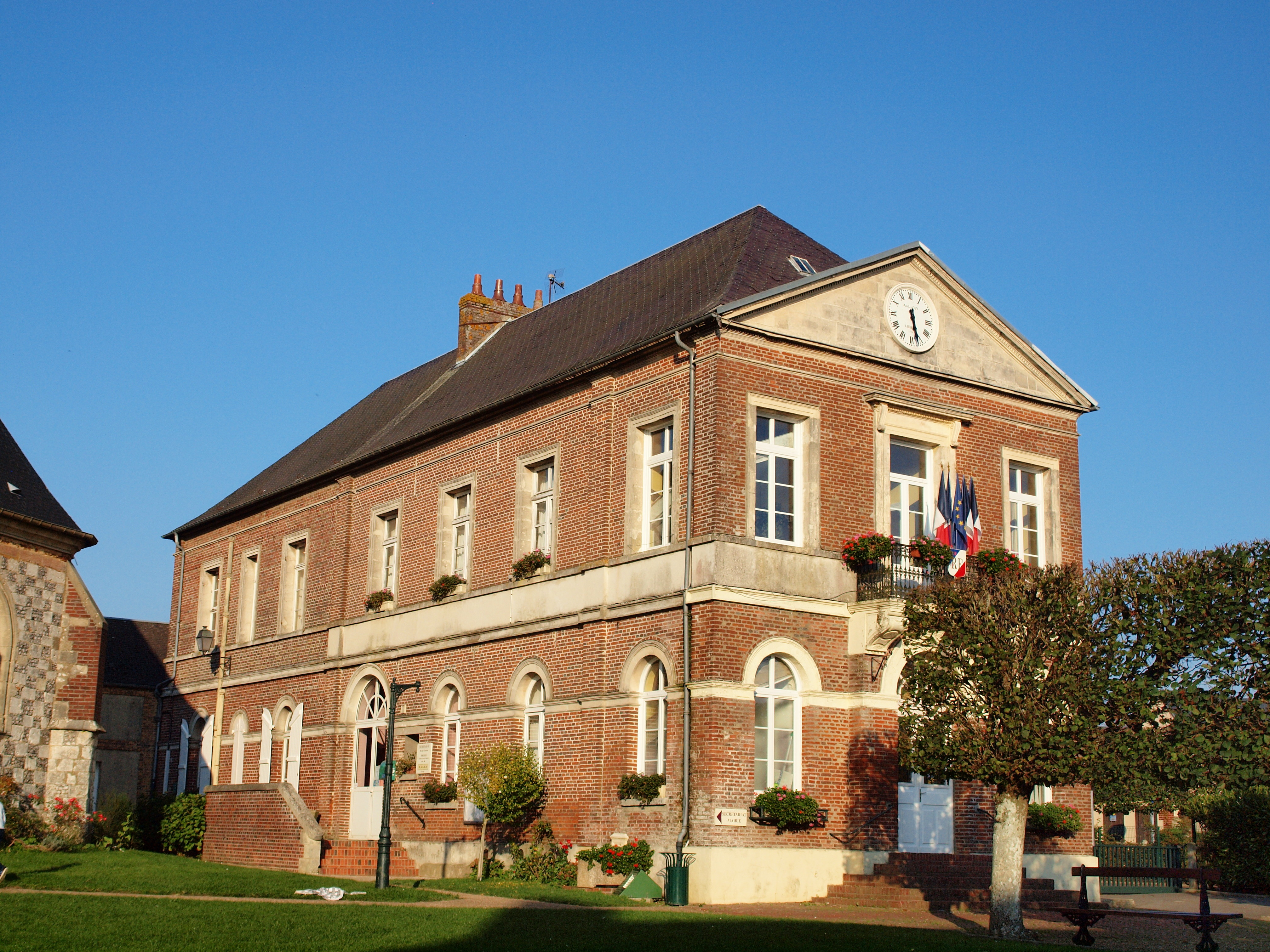
Rathaus (mairie)
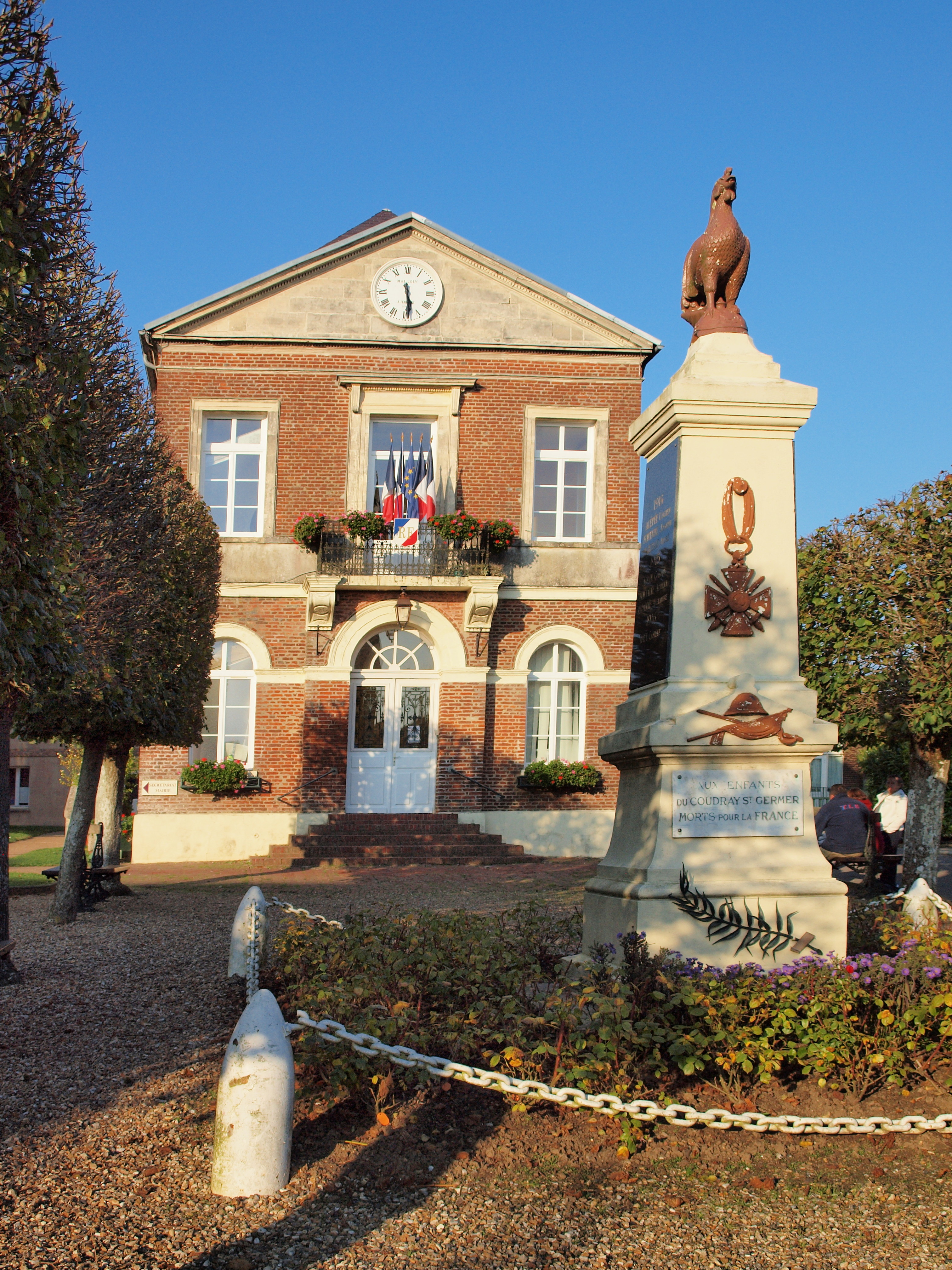
Gefallenendenkmal